# Áo tắm trong văn hóa đại chúng

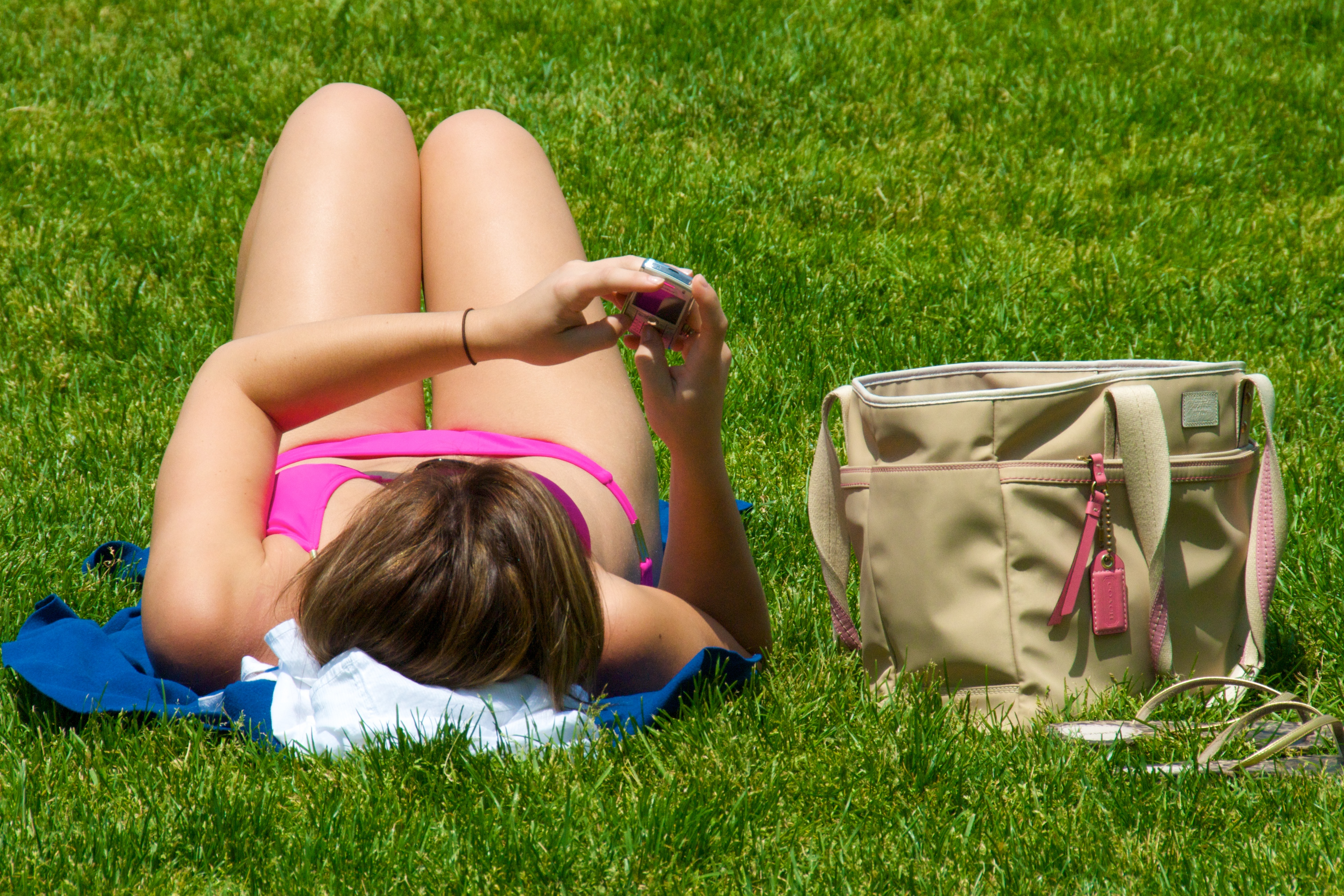
Phơi nắng trong công viên trong bộ bikini

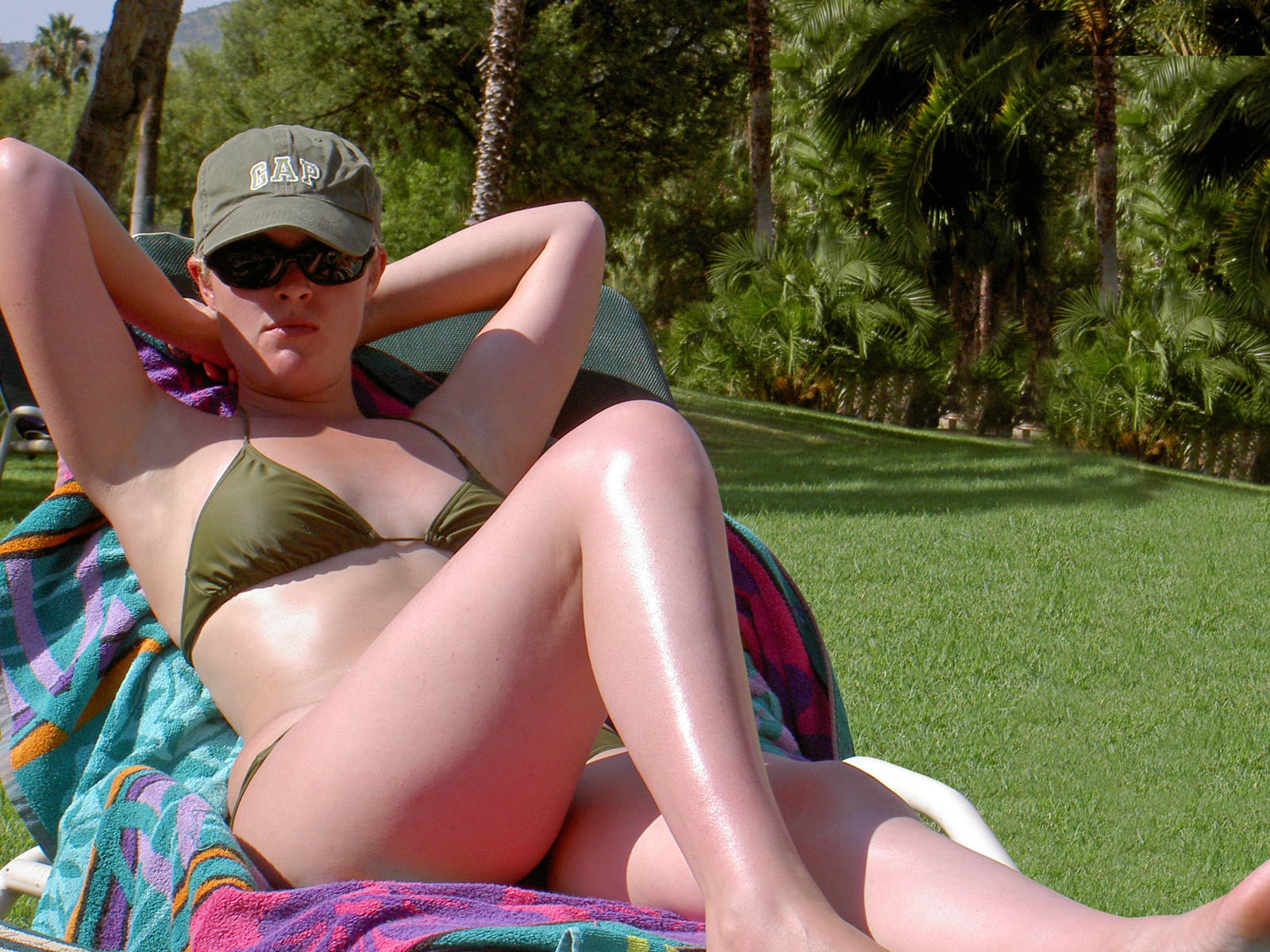
Một phụ nữ mặc bikini tắm nắng

Áo tắm trong văn hóa đại chúng (Bikini in popular culture) đề cập đến hình ảnh của Bikini trong văn hóa đại chúng trên toàn cầu. Bộ đồ tắm Bikini hiện đại xuất hiện lần đầu tiên vào năm 1946 và kể từ đó nó đã trở thành một phần của văn hóa đại chúng ngày nay. Đây là một trong những bộ áo tắm dành cho phụ nữ được ăn mặc rộng rãi nhất, được sử dụng để bơi lội và ăn bận trong nhiều bối cảnh khác. Ngày nay, bikini xuất hiện trong các cuộc thi sắc đẹp, phim ảnh, tạp chí, âm nhạc, văn học, truyện tranh, trò chơi điện tử và các loại hình giải trí khác. Bất chấp việc có nhiều trang phục hở hang quyến rũ hơn, việc làm người mẫu bikini vẫn được ưa chuộng và vẫn có thể gây ra nhiều tranh cãi. Việc miêu tả bikini trong văn hóa đại chúng ở một mức độ rộng lớn đã khiến xã hội phương Tây chấp nhận nó nói chung. Năm 1960, bài hát nhạc pop "Itsy Bitsy Teenie Weenie Yellow Polkadot Bikini" của Brian Hyland đã truyền cảm hứng cho làn sóng mua sắm bikini. 
Bộ bikini trắng được Ursula Andress mặc khi vào vai Honey Ryder trong bộ phim James Bond năm 1962 có tựa đề Dr. No được coi là một trong những người mặc bikini nổi tiếng nhất mọi thời đại. Đến năm 1963 thì bộ phim Beach Party với sự tham gia của Annette Funicello và Frankie Avalon đã dẫn đầu một làn sóng phim đưa bikini trở thành biểu tượng của văn hóa đại chúng. Tạp chí Playboy lần đầu tiên xuất hiện hình bikini trên trang bìa vào năm 1962. Tạp chí thể thao Sports Illustrated Sweater Issue ra mắt hai năm sau đó. Sự nổi tiếng ngày càng tăng này còn nhờ sự xuất hiện của nó trong các bộ phim đương đại như How to Stuff a Wild Bikini có sự góp mặt của Annette Funicello và One Million Years B.C. - Một triệu năm trước Công nguyên (1966) có sự góp mặt của Raquel Welch. Bộ bikini lông thú của Raquel Welch trong phim One Million Years B.C. đã trở thành khoảnh khắc nổi tiếng trong lịch sử điện ảnh. Các minh tinh Hollywood như Marilyn Monroe, Jayne Mansfield, Gina Lollobrigida và Jane Russell càng giúp cho bikini ngày càng trở nên phổ cập. Các áp phích ghim của Monroe và Mansfield, Hayworth, Bardot và Raquel Welch được phân phối trên khắp toàn cầu đã góp phần đáng kể vào sự phổ biến của bikini trong xã hội.

## Cuộc thi sắc đẹp

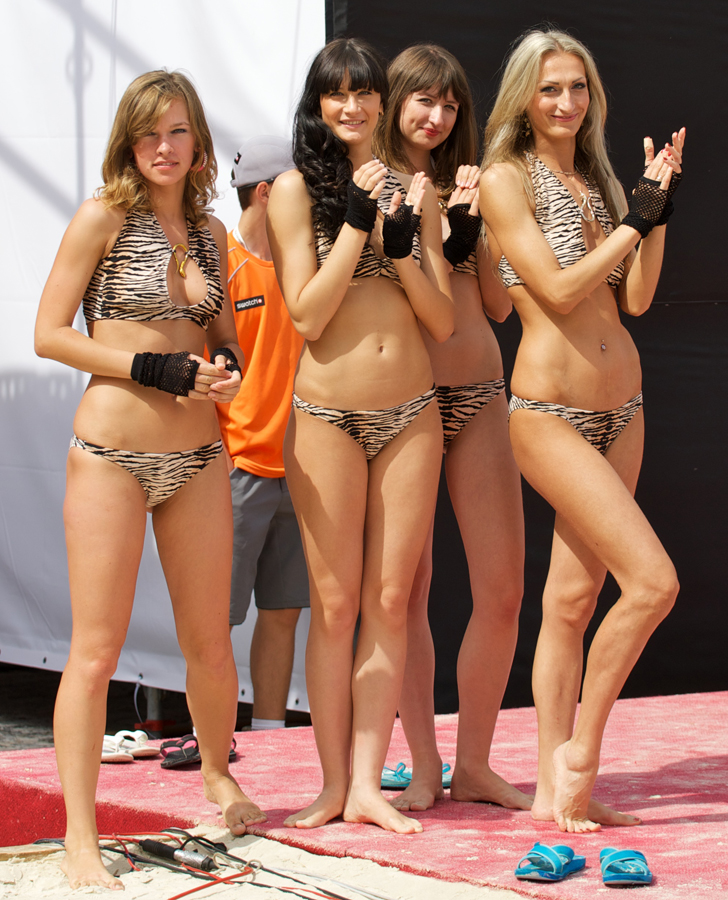
Một cuộc thi sắc đẹp ở Nga

Những cuộc thi áo tắm là một hình thức giải trí dành cho người lớn trong đó những nữ thí sinh cạnh tranh phô diễn với nhau trong trang phục bikini với tư cách là cuộc thi sắc đẹp (phần thi áo tắm) và những cuộc thi này có thể diễn ra trong các quán bar, hộp đêm, vũ trường, câu lạc bộ thoát y, trên bãi biển và tại các cuộc thi sắc đẹp, cũng như trong thời gian tạm dừng các trận đấu quyền anh hoặc đấu vật và tại các đợt triển lãm ô tô. Các cuộc thi thể hình cũng có thể có các phần thi bikini. Việc phụ nữ mặc bikini tại các cuộc thi áo tắm ngày càng trở nên phổ biến hơn. Các cuộc thi bikini cũng có thể diễn ra qua Internet từ những phụ nữ gửi ảnh mình mặc bikini. Các cuộc thi bikini có thể được tổ chức hoặc tài trợ bởi các công ty liên quan nhằm mục đích tiếp thị hoặc nhằm tìm kiếm và thu hút tài năng mới để quảng bá sản phẩm của họ.
Một số thí sinh thi bikini phẫu thuật thẩm mỹ nâng ngực, nâng môi. Các cuộc thi bikini vẫn có thể gây tranh cãi ở một số nơi trên thế giới. Khi Mariyah Moten tham gia cuộc thi Hoa hậu Bikini hoàn vũ ở Bắc Hải, Trung Quốc năm 2006 cô là cô gái Pakistan đầu tiên tham gia cuộc thi bikini gây ra sự phẫn nộ ở quê nhà. Cô cũng trở thành người tham gia được chụp ảnh nhiều nhất trong cuộc thi và giành danh hiệu Người đẹp nhất trong Truyền thông/Hoa hậu báo chí. Một năm sau cô là Á hậu 2 trong cuộc thi Hoa hậu Quốc tế Châu Á và Hoa hậu Thế giới Châu Á và được xuất hiện trên trang bìa cuốn lịch Những cô gái Nam Á gợi cảm (Sexy South Asian Girls) năm 2007.

## Trong phim ảnh

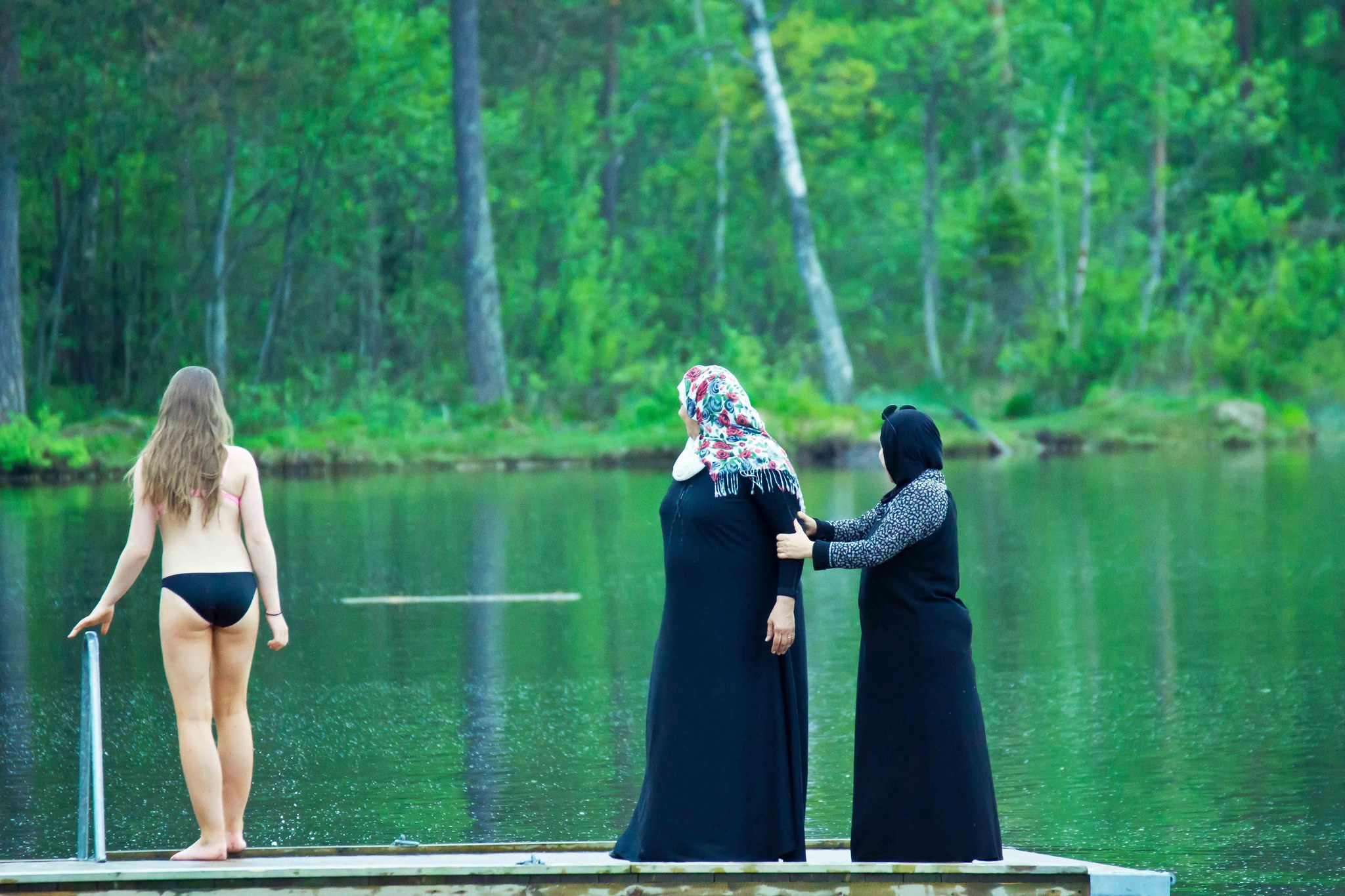
Hình ảnh tương phản giữa trang phục truyền thống và hiện đại ở Na Uy

"Itsy Bitsy Teenie Weenie Yellow Polka Dot Bikini" (1960)

Annette Funicello và Beach Party (1960s)

Bộ bikini trắng của Ursula Andress (1962)

Tạp chí thể thao Sports Illustrated (1964)

Bộ bikini lông thú của Raquel Welch trong One Million Years B.C. (1966)

Phoebe Cates trong Fast Times at Ridgemont High

Bộ bikini đồng của Công chúa Leia trong Return of the Jedi (1983)

The Bộ áo tắm đồng phục của đội Olympic bóng chuyền bãi biển (1996)

Source: Chris Gayomali, "Top 10 Bikinis in Pop Culture", Time online, 07-05-2011
Loạt phim "kinh điển" được American International Pictures (AIP) sản xuất và lần lượt được nhiều hãng phim khác phóng tác. AIP đã sản xuất một loạt bảy bộ phim về bãi biển như Beach Party (1963), Muscle Beach Party (1963), Bikini Beach (1964), Pajama Party (1964), Beach Blanket Bingo (1965), How to Stuff a Wild Bikini (1965), and The Ghost in the Invisible Bikini (1966). Một tập phim năm 2001 của loạt phim truyền hình Sabrina – Cô phù thủy nhỏ ("Beach Blanket Bizarro") thì Avalon và Funicello đóng vai chính trong Back to the Beach vào năm 1987 của hãng Paramount Pictures  đã thể hiện vai trò ban đầu và sự nghiệp tiếp theo của họ. Kelly Killoren Bensimon đã viết trong The Bikini Book rằng: "Tất cả thực sự là về Annette Funicello. Nếu cô gái nhà bên cạnh muốn mặc bikini thì mọi người đều muốn mặc bikini. Chúng tôi không muốn trở thành một Bond girl xấu. Tất cả chúng tôi đều thực sự muốn trở thành một cô gái tốt". Tuy nhiên, khi Annette Funicello được chọn tham gia bộ phim bãi biển đầu tiên của cô ấy là Beach Party (1963) thì Walt Disney đã giữ hợp đồng với cô ấy nhất quyết yêu cầu cô ấy chỉ mặc đồ tắm khiêm tốn và che rốn để giữ gìn tính cách trong lành của mình, mặc dù cô là người duy nhất trong số rất nhiều phụ nữ trẻ trong phim không để lộ rốn.
Trong bộ phim năm 1962 có tựa đề Dr. No, Cô nàng tóc vàng (Bond girl) do Ursula Andress thủ vai xuất hiện từ biển với bộ Bikini trắng của Ursula Andress được coi là một trong những cảnh đáng nhớ nhất trong loạt phim điệp viên Anh. Bộ bikini trắng đó được mô tả là "thời khắc quyết định quá trình tự do hóa chủ nghĩa khêu gợi trên màn ảnh của những năm sáu mươi". Nó được coi là một trong những bộ bikini quan trọng nhất trong lịch sử khi doanh số bán bộ bikini hai mảnh tăng vọt sau sự xuất hiện của Andress trong Dr. NO. Kênh 4 tuyên bố đây là khoảnh khắc bikini đỉnh cao trong lịch sử điện ảnh Kênh Virgin Media xếp thứ chín trong top 10 và đứng đầu trong Bond girl, The Herald (Glasgow) đánh giá cảnh này là hay nhất từ trước đến nay dựa trên một cuộc thăm dò. Đài BBC nhận xét tằng "Phong cách mang tính biểu tượng đến mức nó được lặp lại 40 năm sau bởi Halle Berry trong bộ phim điệp viên Bond Die Another Day (Hẹn chết vào ngày khác)". Trong một cuộc khảo sát với 1000 phụ nữ nhân kỷ niệm 60 năm bikini, Andress trong bộ bikini trắng được bình chọn là "Nữ thần bikini tối thượng".
Nữ diễn viên Raquel Welch khi vào vai nữ chính đã mặc bộ bikini lông thú trong phim One Million Years B.C. (1966) đã khiến cô ấy trở thành một cô gái nổi bật ngay lập tức. Welch được giới thiệu trong quảng cáo của studio là "người mặc bộ bikini đầu tiên của nhân loại" và bộ bikini sau đó được mô tả là "diện mạo dứt khoát của những năm 1960". Cô ấy đã được quảng bá một cách chiến lược để nâng cao giá trị của bộ phim bằng cách lặp lại mình mẫu "Raquel Welch trong bộ bikini lông thú" năm lần trong đoạn giới thiệu, khiến nó trở thành lý do để xem phim. Vai diễn mặc bikini lông thú của cô đã đưa Raquel Welch trở thành biểu tượng thời trang và bức ảnh cô mặc bikini đã trở thành áp phích quảng cáo pinup bán chạy nhất. Một tác giả cho biết: “Mặc dù trong phim chỉ có ba câu thoại nhưng vóc dáng quyến rũ trong bộ bikini lông thú đã khiến cô trở thành ngôi sao và là cô gái trong mơ của hàng triệu khán giả trẻ”.
Trong bộ phim năm 1983 có tựa đề Return of the Jedi, nữ chính Công chúa Leia (do Carrie Fisher thủ vai) mặc bộ bikini kim loại vốn là trang phục nữ nô lệ thường được các fan nữ bắt chước tại các hội nghị Chiến tranh giữa các vì sao. Bộ bikini dây kim loại bao gồm một chiếc áo yếm có hoa văn bằng đồng với đường viền cổ cong, khoét sâu được buộc chặt phía sau cổ và lưng bằng dây. Phần dưới của quần lót có các tấm đồng ở háng phía trước và phía sau được che một phần bằng lụa đỏ khố. Leia đi bốt da cao, buộc tóc để buộc bím tóc đuôi ngựa của cô xõa qua vai phải, hai chiếc vòng tay và một chiếc khăn quấn tay hình con rắn. Cô ấy cũng đeo một sợi dây chuyền và cổ áo (BDSM) mà sẽ trói cô ấy kiểu Bondage (BDSM) với kẻ bắt giữ cô ấy là Jabba the Hutt thứ mà cô ấy đã dùng để giết anh ta. Bộ trang phục được làm bằng đồng thau và gây khó chịu đến mức nữ diễn viên Carrie Fisher đã mô tả nó là "thứ mà các siêu mẫu cuối cùng sẽ mặc trong vòng địa ngục thứ bảy". Trang phục nữ nô lệ Leia đã được nâng lên thành biểu tượng văn hóa đại chúng, tạo ra nhiều trò giả mạo và nhại lại (bao gồm cả tập Những người bạn, "The One with the Princess Leia Fantasy").

## Trong ấn phẩm
Kể từ năm 1964 khi tạp chí Sports Illustrated đã xuất bản số áo tắm hàng năm có hình người mẫu thời trang mặc bikini trên trang bìa và trong phần hình ảnh (Photo-essay) các vấn đề đã trở thành một biểu tượng văn hóa. Đối với số đầu tiên Số báo áo tắm minh họa thể thao, biên tập viên tạp chí Andre Laguerre đã nhờ phóng viên thời trang Jule Campbell giúp tìm người mẫu Cô ấy đã tìm thấy người mẫu thời trang gốc Berlin Babette March và giới thiệu cô ấy trên trang bìa, mặc bộ bikini màu trắng bơi lội cưỡi trên những con sóng ở Cozumel, Mexico. "Vấn đề áo tắm" hàng năm có sự góp mặt của những người mẫu thời trang mặc đồ bơi ở những địa phương xa lạ. Sự hòa nhập được coi là tiêu chuẩn để chấm điểm các siêu mẫu. Năm 2006, tạp chí Maxim đã tung ra bộ bikini Polyvinyl chloridel-mesh rộng 33m trong sa mạc phía nam Nevada, Hoa Kỳ có Eva Longoria từ chương trình Những bà nội trợ kiểu Mỹ (Desperate Housewives) mà tuyên bố rằng nó có thể được nhìn thấy từ ngoài không gian.

## Trong truyện tranh

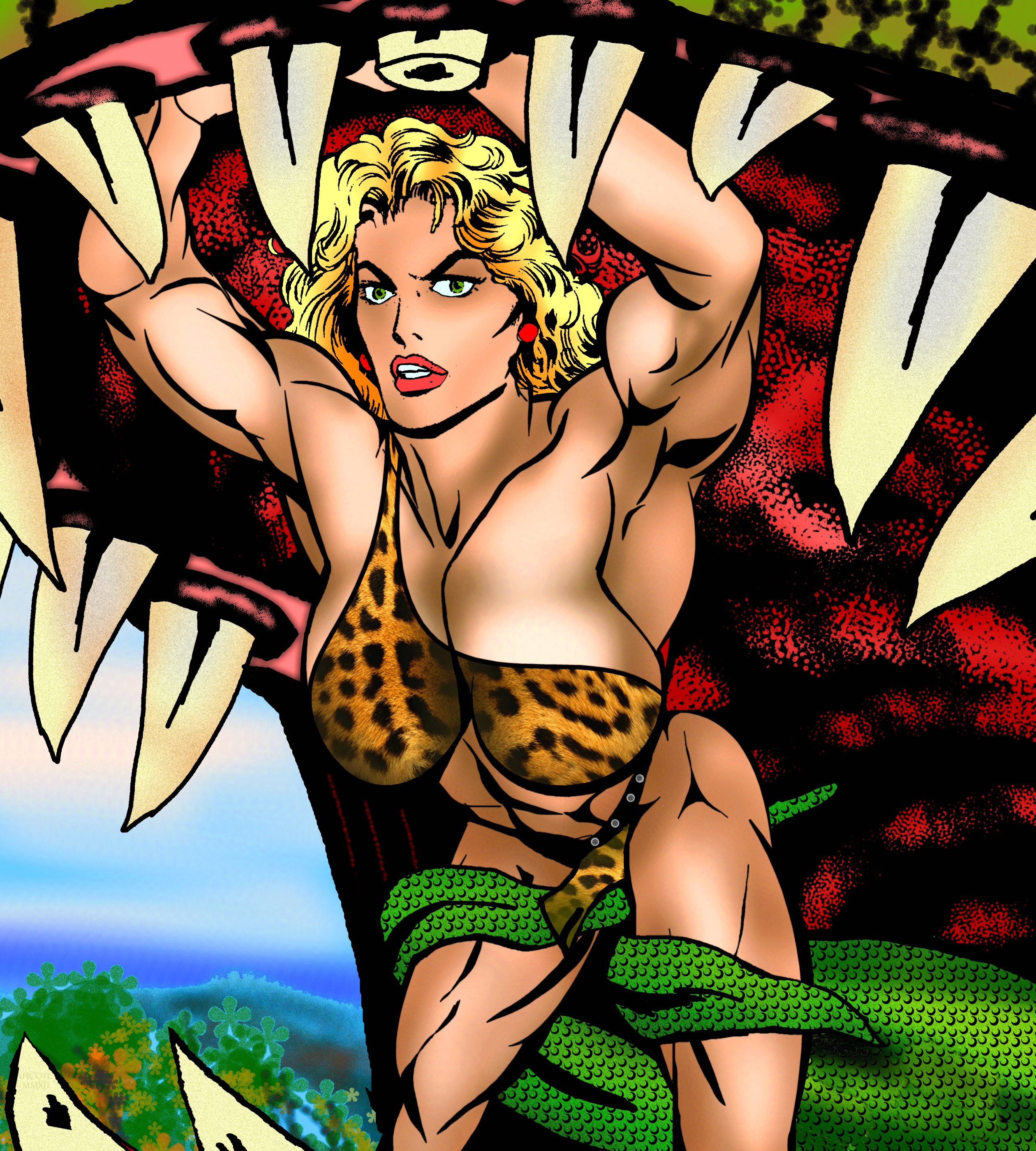
Một nữ nhân vật mặc bikini trong truyện tranh

Hầu hết các nghệ sĩ đều miêu tả Red Sonja, một nhân vật Truyện tranh Marvel được Roy Thomas và Barry Windsor-Smith tạo ra thường xuyên lui tới với truyện Conan the Barbarian và được xếp hạng đầu tiên trong danh sách "100 phụ nữ quyến rũ nhất trong truyện tranh" của Comics Buyer's Guide mặc một bộ trang phục áo giáp vảy ngắn củn cỡn giống bikini, thường đi bốt và đeo găng tay. Ghita của Alizarr là một nhân vật khác được Frank Thorne tạo ra sau khi anh ấy ngừng làm dự án Red Sonja của Marvel Comics, được thu hút cả trong và vẻ bề ngoài của cô ấy với bộ bikini bọc thép trong tiểu thuyết đồ họa "chỉ dành cho người lớn" có tên Ghita of Alizarr Eros Comix được xuất bản.
Darna, một nhân vật được nhà văn Mars Ravelo và nghệ sĩ Nestor Redondo tạo ra cho nhà xuất bản Filipino Comics Mango Comics, luôn mặc một biến thể cổ điển của cô ấy trang phục bikini màu đỏ với một ngôi sao vàng trên mỗi chiếc mũ yếm. Rulah, Jungle Goddess, một nhân vật truyện tranh được Matt Baker thiết kế cho Fox Feature Syndicate, mặc một bộ bikini làm từ da của một con hươu cao cổ đã chết. Kiani, một nhân vật phụ của Fathom, một bộ truyện tranh do họa sĩ Michael Turner tạo ra cho Aspen Comics theo truyền thống được xem chỉ mặc bộ bikini có trang trí bằng rạn san hô.
Tác giả và họa sĩ truyện tranh Mike Grell đã thiết kế nhân vật Shadow Lass trong bộ truyện Legion of Heroes (Binh đoàn Lê dương của những Anh hùng) mặc một bộ bikini đen bóng làm trang phục cho DC Comics. Trong thời gian mình làm lãnh đạo, một nhân vật khác của Legion là Saturn Girl đã mặc một bộ bikini màu hồng làm trang phục của mình và cô ấy tiếp tục mặc trang phục này cho đến năm 1982. Nhà văn-nghệ sĩ Budd Root đã tạo ra Cavewoman cho Basement Comics một hình tượng khêu gợi Cô gái rừng rậm với đôi chân trần trong bộ bikini da rắn.

## Sách vở
Có nhiều cuốn sách phi hư cấu có chủ đề về bikini, chẳng hạn như:
- The Bikini: A Cultural History của Patrik Alac
- The Bikini Book của Kelly Killoren Bensimon

Hướng dẫn về cơ thể bikini bao gồm:
- The Bikini Body Motivation & Habits Guide của Kayla Itsines
- The Bikini Body của Kayla Itsines
- The Bikini Boss Complete Transformation Program của Theresa DePasquale.

Ngoài ra còn có những tác phẩm hư cấu như:
- Bikini Planet by David S. Garnett[46]
- Bikini Season by Sheila Roberts
- When Bad Things Happen in Good Bikinis của Helen Bailey
- The Bikini Diaries của Lacey Alexander
- Ghost in the Polka Dot Bikini của Sue Ann Jaffarian
- Bikinis in Paradise của Kathi Daley
- Death by Bikini của Linda Gerber

## Giải trí
Khi Jayne Mansfield và chồng cô ấy Miklós Hargitay đi lưu diễn cho các buổi biểu diễn trên sân khấu, báo chí viết rằng Mansfield đã thuyết phục người dân nông thôn rằng cô ấy sở hữu nhiều bikini hơn bất kỳ ai. Kathryn Wexler của thời báo The Miami Herald đã viết: "Ban đầu như chúng ta biết, có Jayne Mansfield. Ở đây, cô ấy mặc bộ bikini họa tiết da báo hoặc sọc, hít thở không khí để khoe cơ thể nổi bật của mình như một tài sản". Bộ bikini da báo của cô ấy vẫn là một trong những mẫu thời trang đầu tiên. Nữ diễn viên/người mẫu Phoebe Price mặc bộ bikini nữ nô lệ của Công chúa Leia tại San Diego Comic-Con International năm 2010. Liana K, người đồng chủ trì người Canada của Ed & Red's Night Party và người hóa trang cosplay nổi tiếng đã ra mắt trong trang phục Công chúa Trang phục nữ nô lệ của Leia sự kiện Calgary Comic & Entertainment Expo 2008. 
Tại Việt Nam, hãng hàng không VietJetAir đã tổ chức cuộc thi bikini trên chuyến bay đầu tiên vào tháng 12 năm 2011, và khi một video về màn trình diễn trở thành hit trên YouTube, hãng hàng không này đã bị Cục Hàng không Dân dụng nước này phạt vào tháng 8 năm 2012 cho quy định hàng không địa phương. Go-go Dances biểu diễn như một vũ công theo điệu nhạc nhanh, tràn đầy năng lượng, phổ biến được thuê để giải trí cho đám đông ở những nơi như quán bar, hộp đêm và vũ trường theo cách kích thích tình dục trong khi mặc rất ít quần áo, thường là bikini. Bikini bar tương tự như các cơ sở go-go bar (một loại Câu lạc bộ giải trí, vũ trường, hộp đêm) và múa thoát y ngoại trừ vú và vùng sinh dục của người biểu diễn nữ hoặc các vũ công thoát y thường được che chắn trong suốt thời gian họ biểu diễn. "Twin Peaks" là một chuỗi quán bar thể thao và nhà hàng (nhà hàng vú) có trụ sở tại Dallas, Texas, được biết đến với việc các nữ tiếp viên mặc đồng phục hở hang như Cleavaage và midriff để lộ áo kẻ sọc đỏ (đôi khi là bikini đen) và quần đùi ngắn bằng kaki.

## Chú thích

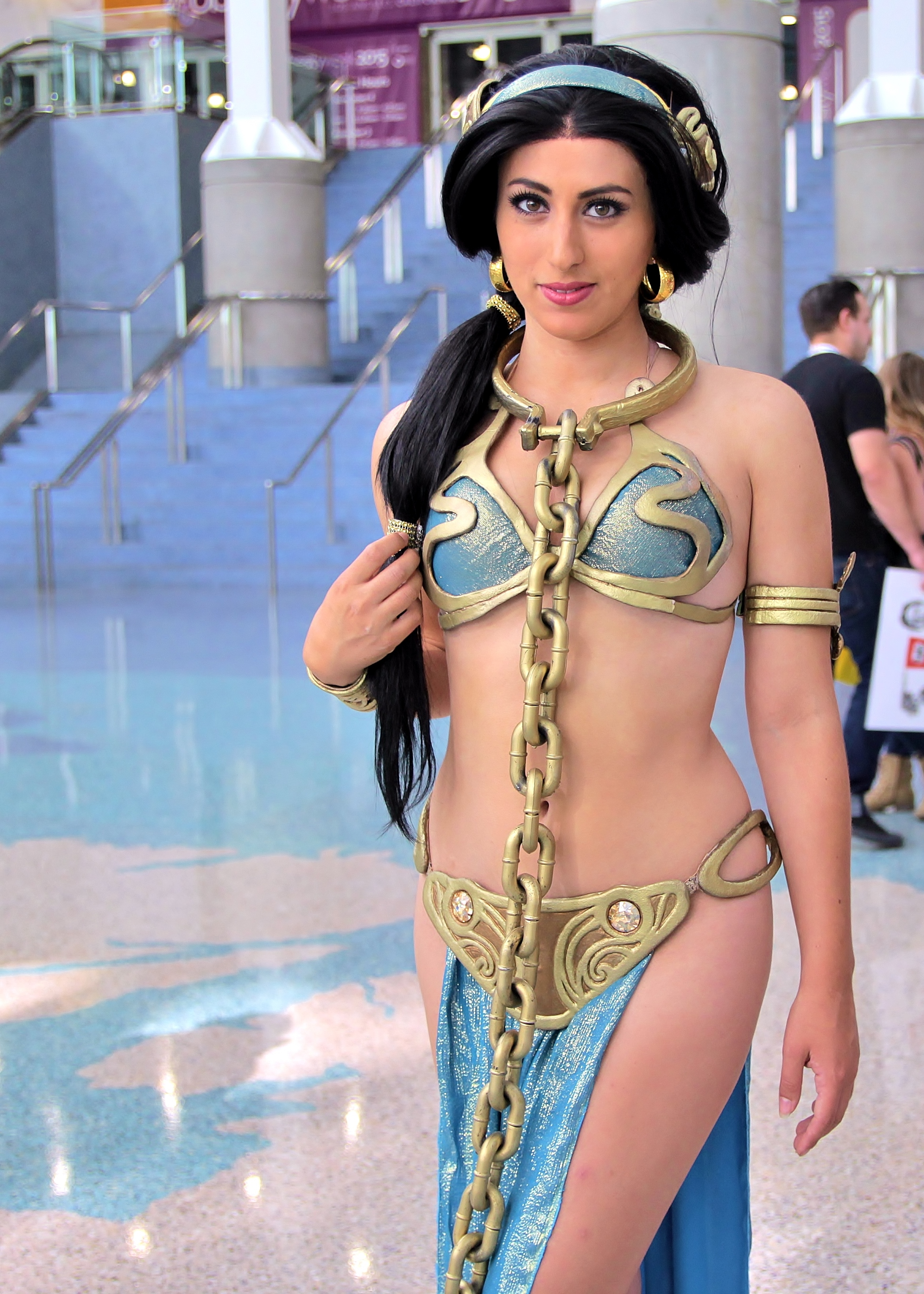
Hóa trang nữ nô lệ Jasmine với bộ bikini kim loại

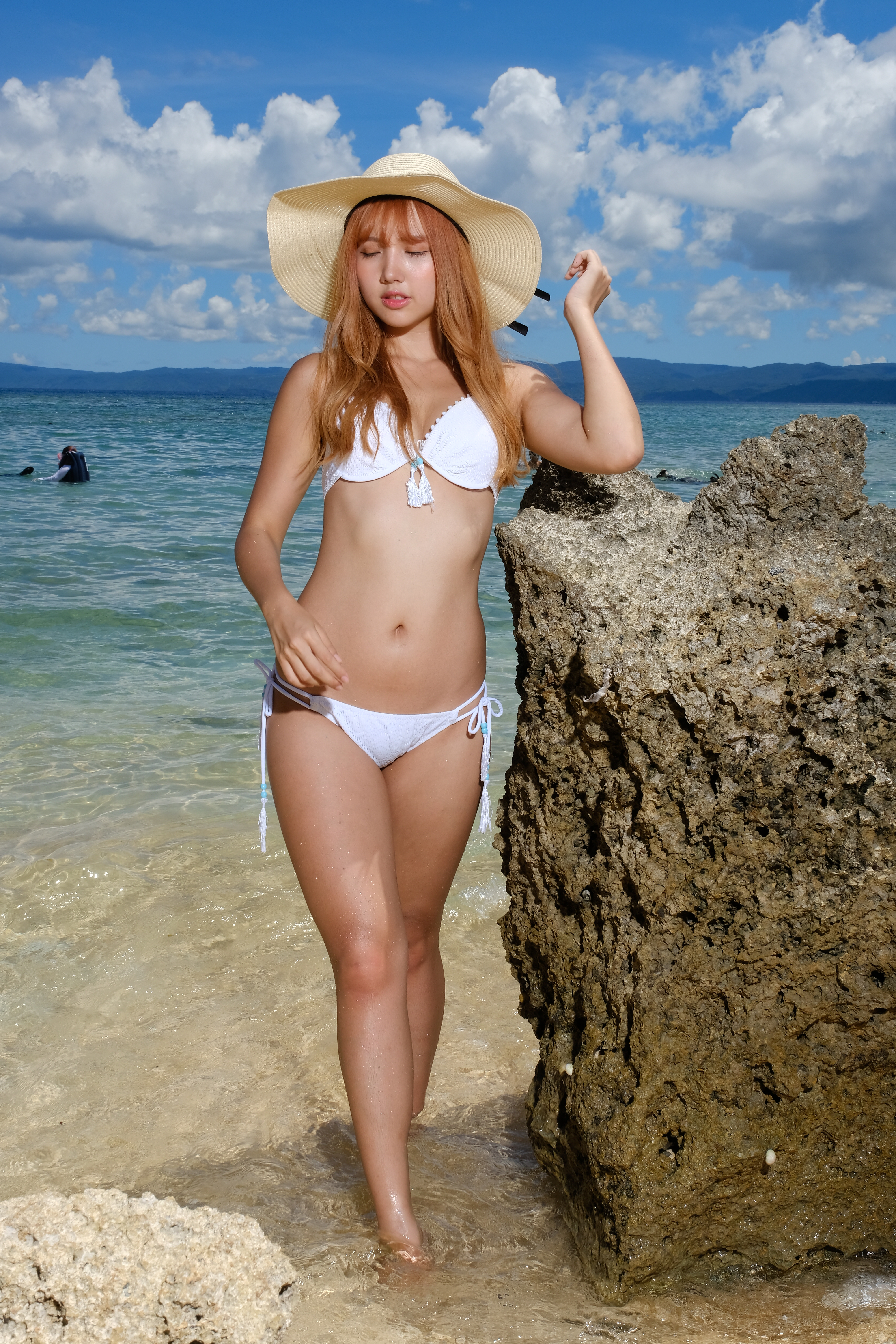
Một cô gái Nhật mặc đồ đi biển ở Okinawa

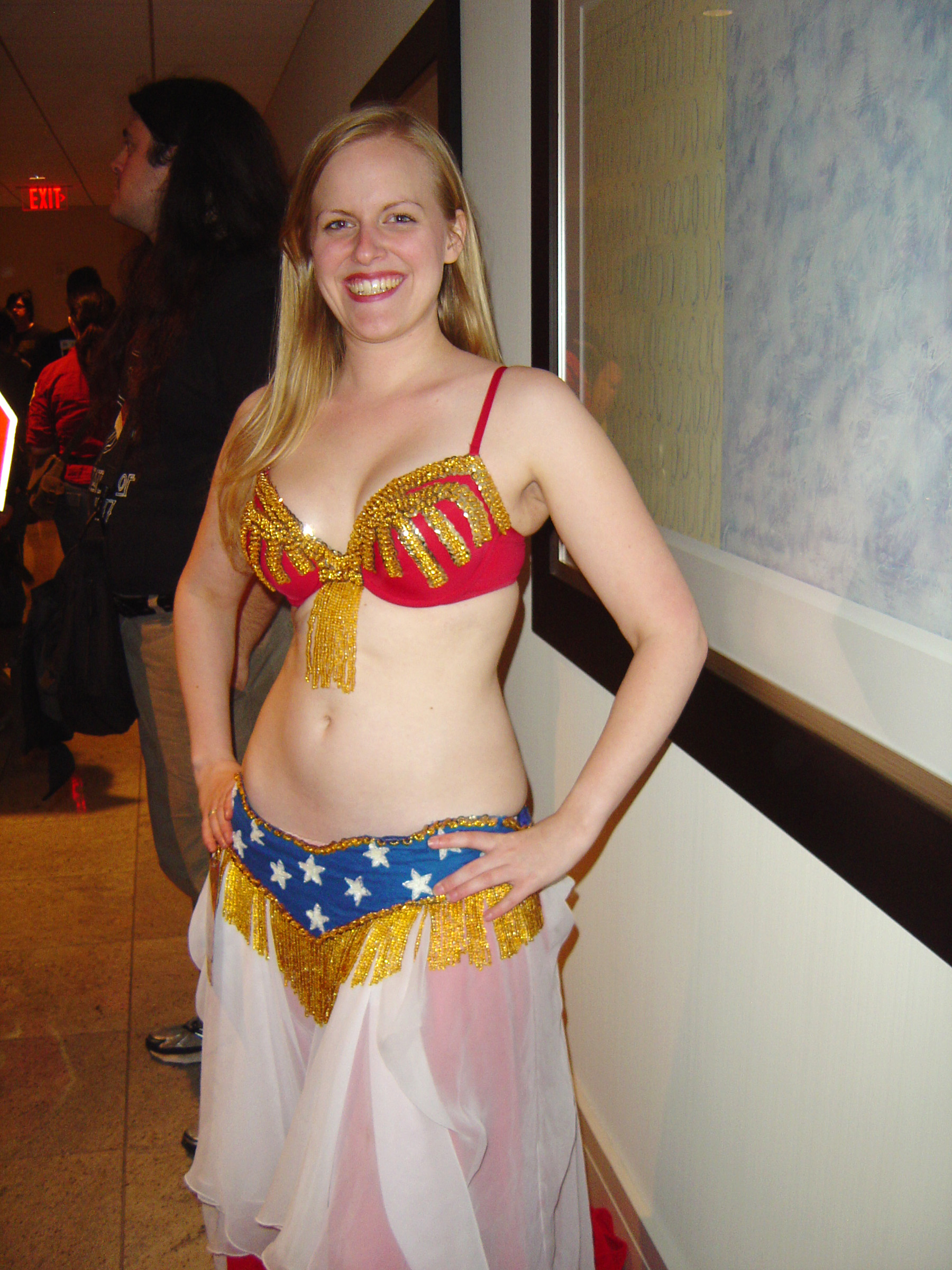
Trang phục bikini in hình cờ hoa

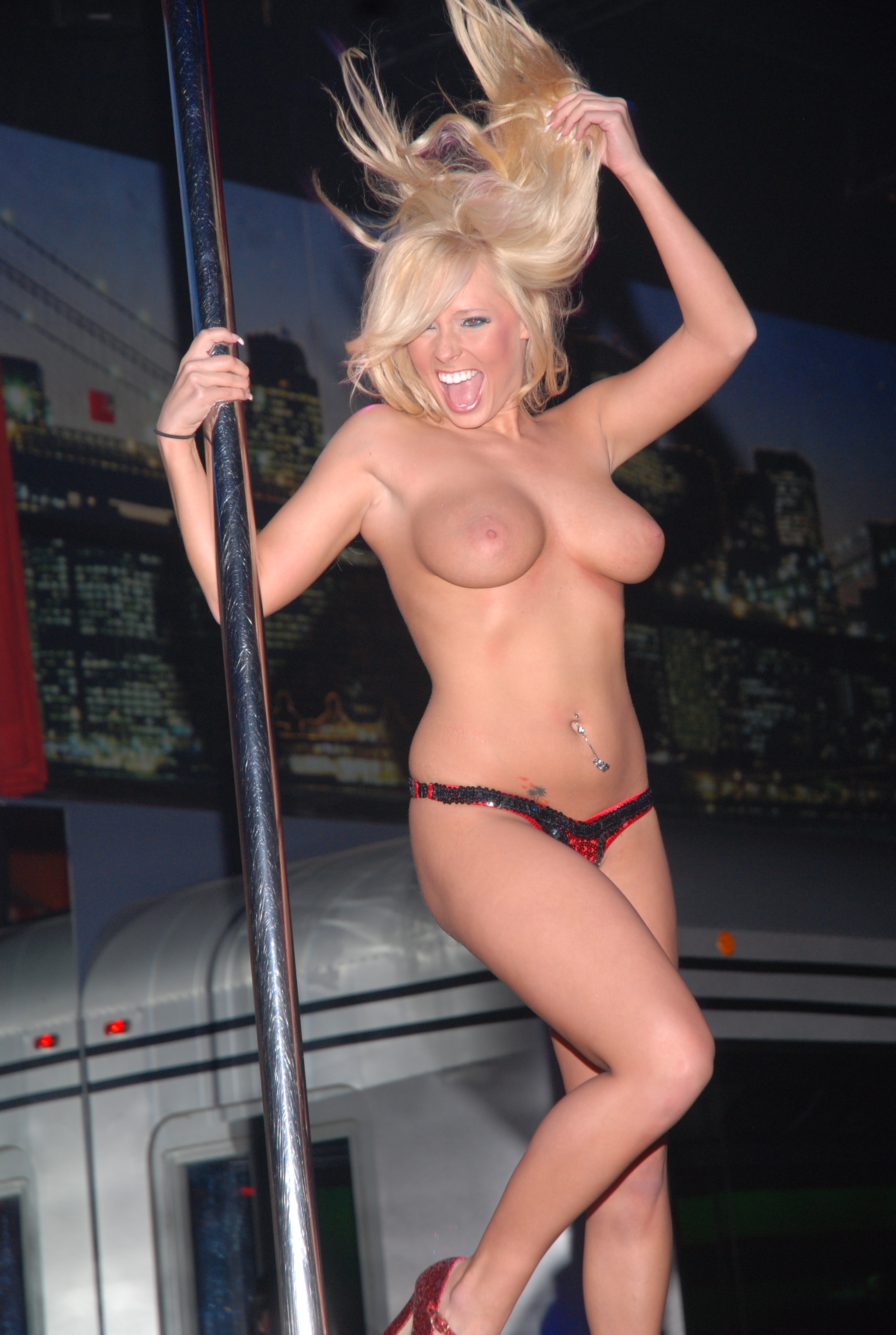
Một vũ công thoát y mặc bikini trong hộp đêm

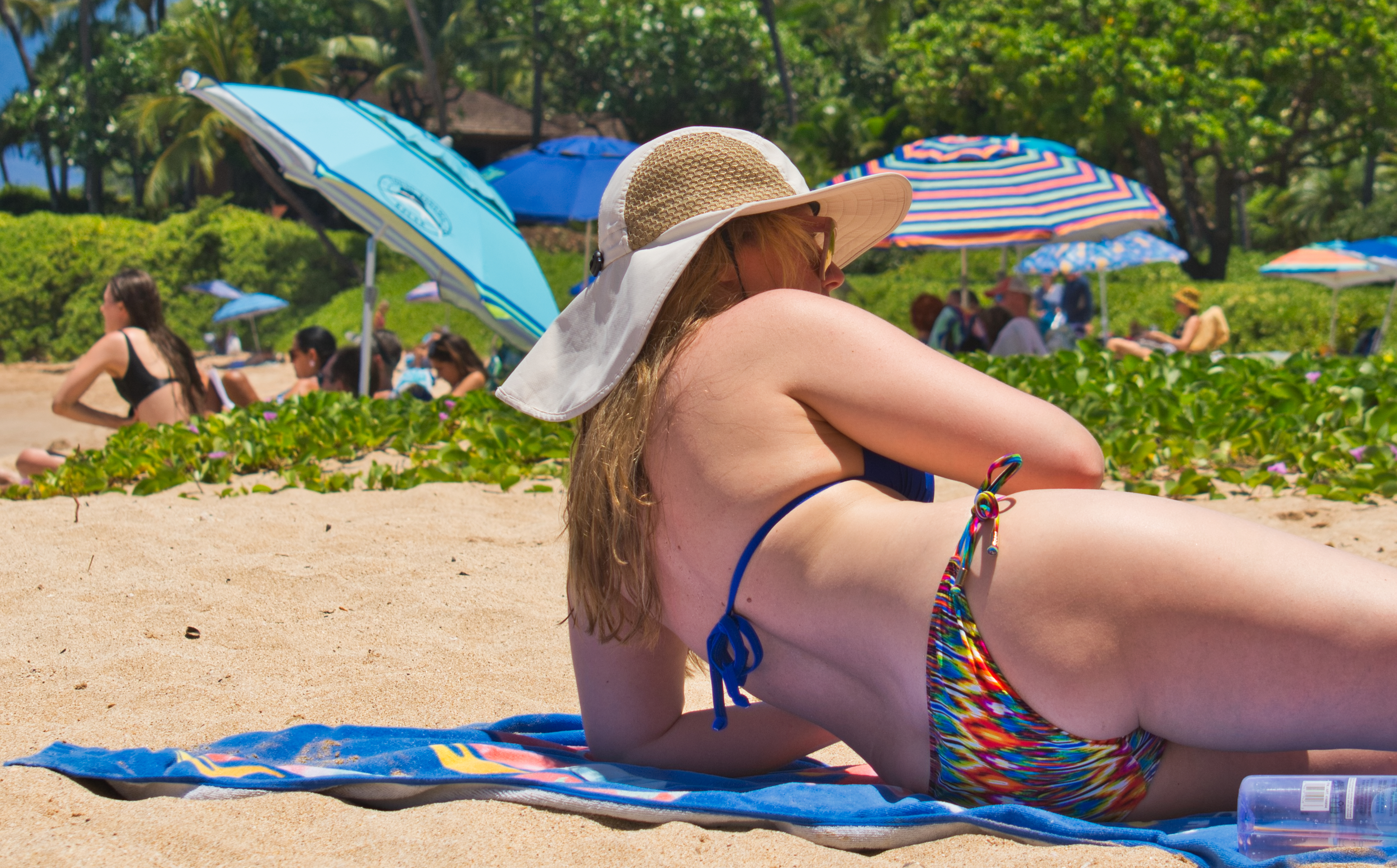
Mặc bikini tắm nắng trên bờ biển